# مروان عطية
مروان عطية (مواليد 12 أغسطس 1998) هو لاعب كرة قدم مصري يلعب في مركز خط الوسط في النادي الأهلي.